# 桜川市立岩瀬西中学校
桜川市立岩瀬西中学校（さくらがわしりつ いわせにしちゅうがっこう）は、茨城県桜川市富岡にある公立中学校。

## 概要
学区に岩瀬市街地を含み、旧岩瀬町の中心となる学校。

### 教育目標
- 自ら学び、心豊かに、たくましく生きる生徒の育成[1]

### 目指す学校像
- きれいで明るい学校
- 楽しく 活気のある学校
- 共に歩み 共に伸びる学校

### 目指す教師像
- 生徒の主体性を重視し授業力を高める教師
- 生徒の気持ちを理解し生徒と共に歩む教師
- 自らの働き方を意識しながら教育目標を具現化する教師

## 生徒数
2022年6月現在
| 学年 | 人数 |
| ---- | ---- |
| 1年  | 90   |
| 2年  | 91   |
| 3年  | 82   |
| 計   | 263  |

## 沿革
- 1947年（昭和22年）5月︰新学制施行により岩瀬中学校設置
- 1949年（昭和24年）12月︰校歌制定(作詞︰柳橋　好雄、作曲︰佐々木章)
- 1970年（昭和45年）4月︰統合による東中学校誕生を受け岩瀬町立西中学校と改称
- 1972年（昭和47年）1月︰現校舎が竣工
- 1973年（昭和48年）10月︰体育館が竣工
- 1978年（昭和53年）8月︰プール、自転車置場が竣工
- 1981年（昭和56年）3月︰健心館（柔剣道場）が竣工
- 1993年（平成5年）1月︰全日本マーチングバンド・バトントワーリング全国大会初出場（東京 武道館）
- 2005年（平成17年）10月︰町村合併により桜川市立岩瀬西中学校と改称
- 2009年（平成21年）8月︰普通校舎等耐震補強及び大規模改修工事
- 2011年（平成23年）3月︰東日本大震災により特別棟、体育館、健心館に大きな被害
- 2019年（令和2年）︰教室に空調設備設置。教員の働き方改革実践モデル校に選ばれる

## 施設

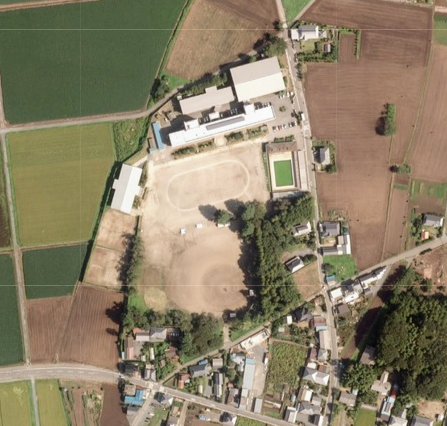
航空写真

- 校舎（3階建て）
- 特別棟（2階建て）
- 体育館
- 健心館（武道場）
- グラウンド
- マーチング場
- テニスコート
- 卓球場（体育館、準備室内）
- プール
- 希望の木

## 通学区
- 岩瀬小学校区 - 桜川市岩瀬、青柳、富士見台、明日香、御領、犬田、富谷、鍬田
- 坂戸小学校区 - 西飯岡、富岡、鍬田、長方、中泉、下泉、大泉、久原、飯渕、堤上、本郷、上野原地新田
- 青木（旧大和村域だが選択可能）

## 学校行事
- 4月 - 始業式、入学式
- 5月 - 学年別遠足、修学旅行、生徒総会
- 7月 - 終業式
- 9月 - 体育祭
- 11月 - 紫峰祭（文化祭）
- 12月 - 終業式
- 1月 - 始業式、1年生スキー合宿
- 3月 - 3年生を送る会、卒業式、修了式

## 部活動
- 軟式野球部
- サッカー部
- ソフトテニス部（男子・女子）
- バスケットボール部（男子・女子）
- 女子バレーボール部
- 剣道部
- 卓球部（男子・女子）
- 水泳部
- 吹奏楽部 - 主にマーチングを行う
- 美術部

## 制服
- 男子　
  - 冬服は標準的な学生服上下である。
  - 夏服は半袖カッターシャツ、スラックスである。(原則的には2025年は体操服上下)
- 女子　
  - 冬服はブレザー、長袖カッターシャツ、ネクタイ、吊りスカートである。
    - ブレザーを着てない場合は長袖カッターシャツ、ネクタイ、吊りスカートである。
    - 2025年は行事や特別活動で公の場に行く場合、本来の夏服のジャンパースカートが皆無で半袖カッターシャツに冬服の吊りスカートの状態が見受けられる。ジャンパースカートの上半身の生地が厚手でありサスペンダーだけの冬服のスカートの方が暑さ対策をする上での上半身の負担が少なくなっているのが理由と考えられる。

  - 夏服は半袖カッターシャツ、ジャンパースカートである。(原則的には2025年は体操服上下)
  - 少子化の影響もあり桜川市が2028年を目標に桜川市立岩瀬東中学校との統合を検討中であり将来的には岩瀬東の制服との差異の関係で岩瀬西の吊りスカートのサスペンダーが廃止しスカートとしての着用になるものと思われる。

## 進路
3分の1ほどが市内の岩瀬高等学校に進学する。その他、筑西市、水戸市への進学が多い。

## 交通
- JR東日本水戸線 岩瀬駅より徒歩約35分